# Брахиглоттис Грея
Брахиглоттис Грея (лат. Brachyglottis greyi) — вид растений из семейства астровых, относящийся к роду Brachyglottis, или же к роду крестовников (Senecio). Эндемичное растение для Новой Зеландии.
Вечнозелёный кустарник. листья широкие, продолговато-яйцевидные. Цветки жёлтые.